# San Juan Bautista (Pilar Fernández Carballedo)
La escultura urbana conocida por el nombre San Juan Bautista, ubicada en la iglesia de San Juan el Real, en la ciudad de Oviedo, Principado de Asturias, España, es una de las más de un centenar que adornan las calles de la mencionada ciudad española.
El paisaje urbano de esta ciudad,  se ve adornado por obras escultóricas, generalmente monumentos conmemorativos dedicados a personajes de especial relevancia en un primer momento, y más puramente artísticas desde finales del siglo XX.
La escultura, hecha en bronce, es obra de Pilar Fernández Carballedo, y está datada en 2012.
Cuando el párroco de San Juan era Fernando Rubio, consideró oportuno encargar a Pilar Fernández Carballedo una obra para la parroquia, en concreto una imagen de San Juan que se viera bendiciendo a todo el que pasara por la parroquia. El encargo dejaba total libertad a la autora para expresarse con todo su creatividad. Finalmente, pese al fallecimiento del párroco y al traslado a otra parroquia del coadjuntor, la figura se instaló en un pequeño jardín que da a los laterales del templo que dan a las calle Melquíades Álvarez y Doctor Casal, que forman parte del Camino de Santiago.
Esta obra escultórica, que curiosamente es la única dedicada a este santo en la capital asturiana, realmente es una reproducción en bronce de otra, la original,  tallada en piedra. Está colocada sobre una base de piedra de  1,40 metros de altura con la siguiente inscripción en la parte superior: «SAN JUAN BAUTISTA / PATRONO DE ESTA PARROQUIA» y bajo ésta: «AUTORA / PILAR FERNÁNDEZ CARBALLEDO».